# Kubu (Kubu)
Kubu is een bestuurslaag in het regentschap Karangasem van de provincie Bali, Indonesië. Kubu telt 2915 inwoners (volkstelling 2010).